# Skały przy Zamku
Skały przy Zamku – grupa skał przy ruinach Zamku w Olsztynie w miejscowości Olsztyn w województwie śląskim, w powiecie częstochowskim, w gminie Olsztyn. Zaliczają się do Skał Olsztyńskich. Pod względem geograficznym jest to teren Wyżyny Częstochowskiej.
Zbudowane z wapieni skały znajdują się na terenie otwartym, na wzniesieniu wzgórza zamkowego. Zostały włączone w system murów obronnych Zamku w Olsztynie. Wspólnota gruntowa będąca właścicielem zamku zezwoliła uprawiać na nich wspinaczkę skalną. Wspinacze zaliczają wyróżniają wśród  nich następujące skały: Skrajna Turnia, Pusta Turnia, Ganek Ewy, Filar Adeptów, Żółty Filar, Przekładaniec, Grzyb, Mur pod Basztą, Słoneczne Górne, Słoneczne Dolne. Na skale Grzyb wspinaczki zabroniono z powodu remontu zamku.
Na skałach poprowadzono liczne drogi wspinaczkowe. Na większości zamontowano stałe punkty asekuracyjne (ringi i stanowiska zjazdowe). Wśród wspinaczy Skały przy Zamku cieszą się średnią lub niewielką popularnością.

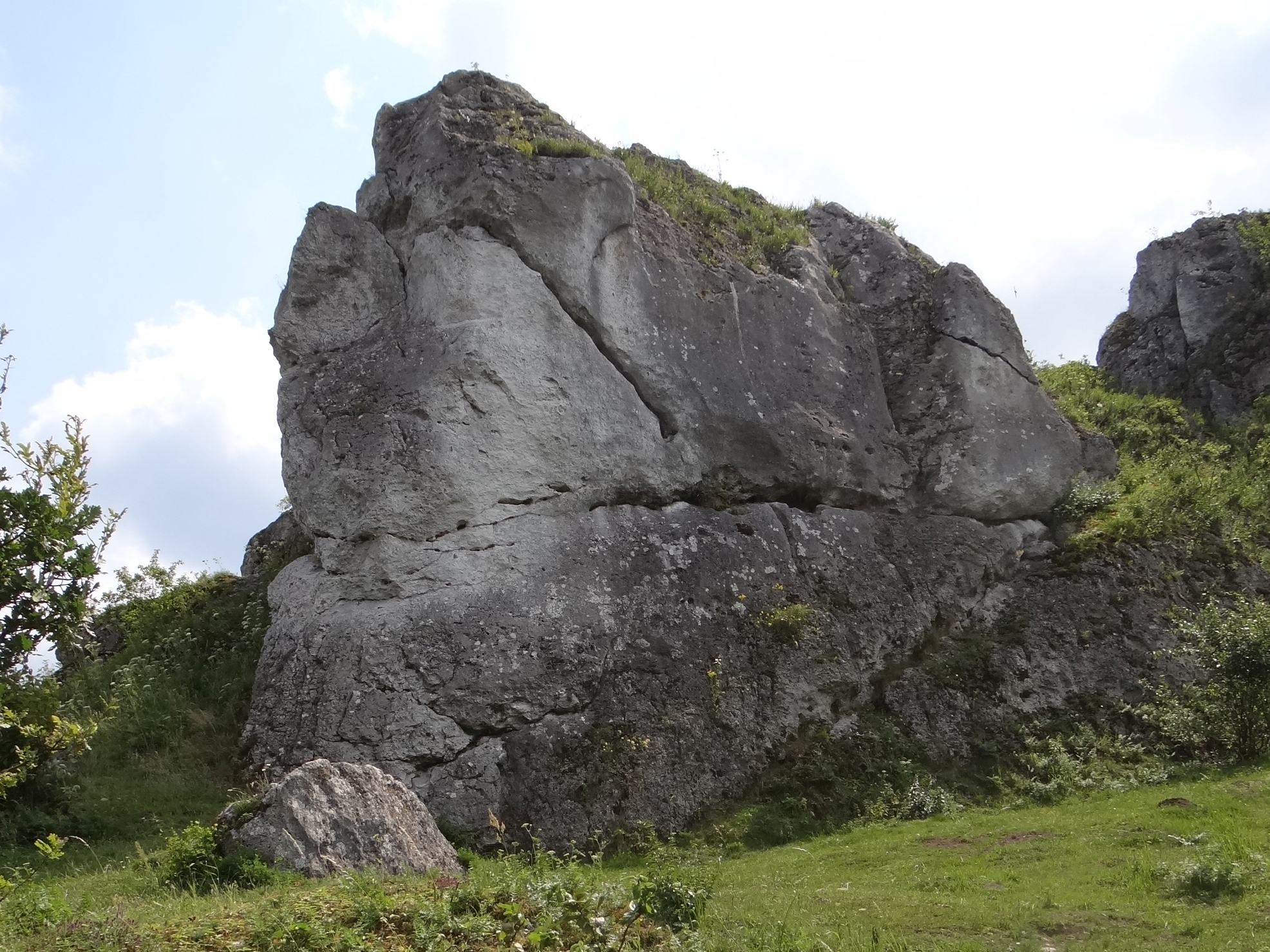
Skrajna Turnia
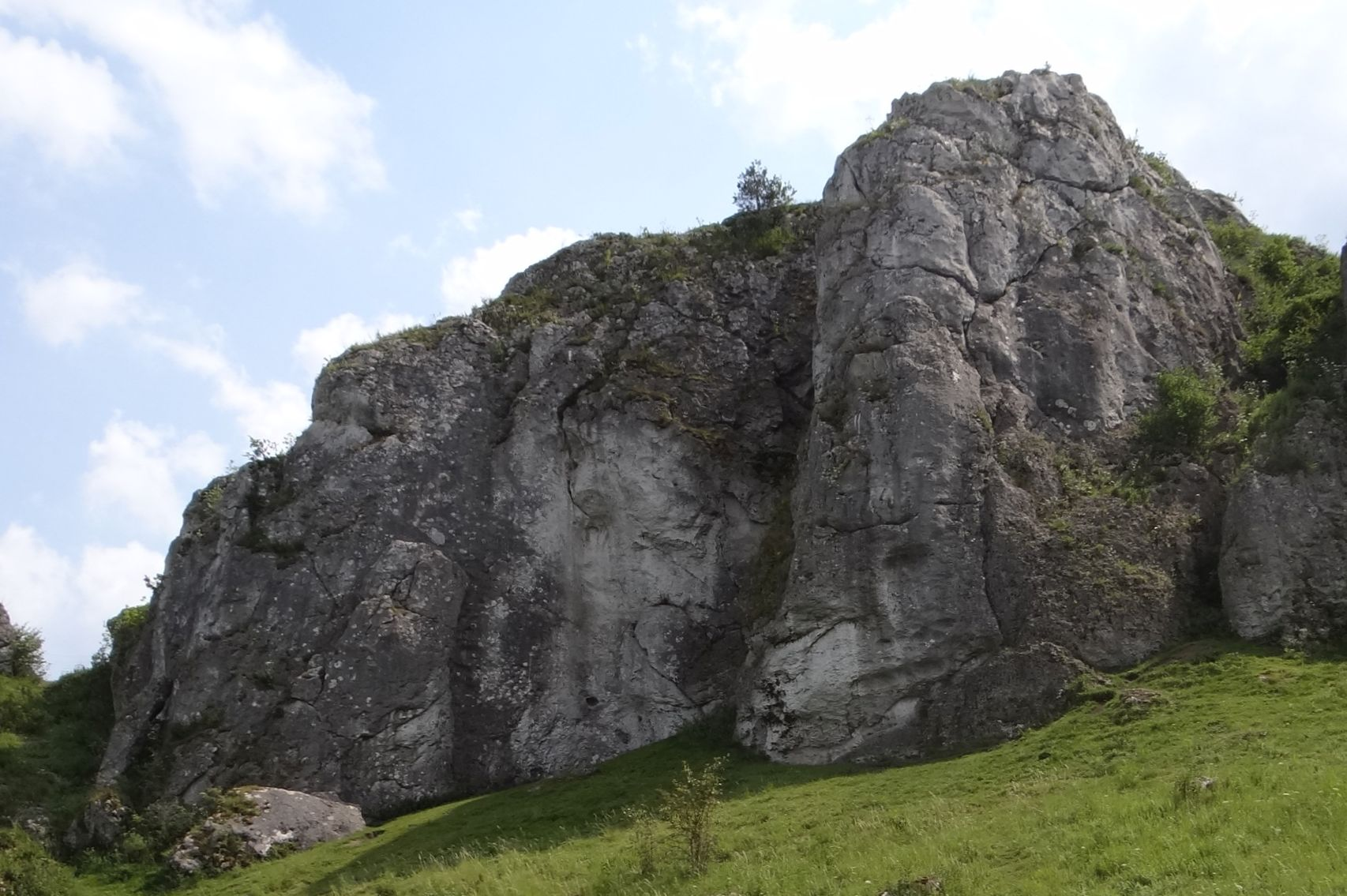
Pusta Turnia i Ganek Ewy
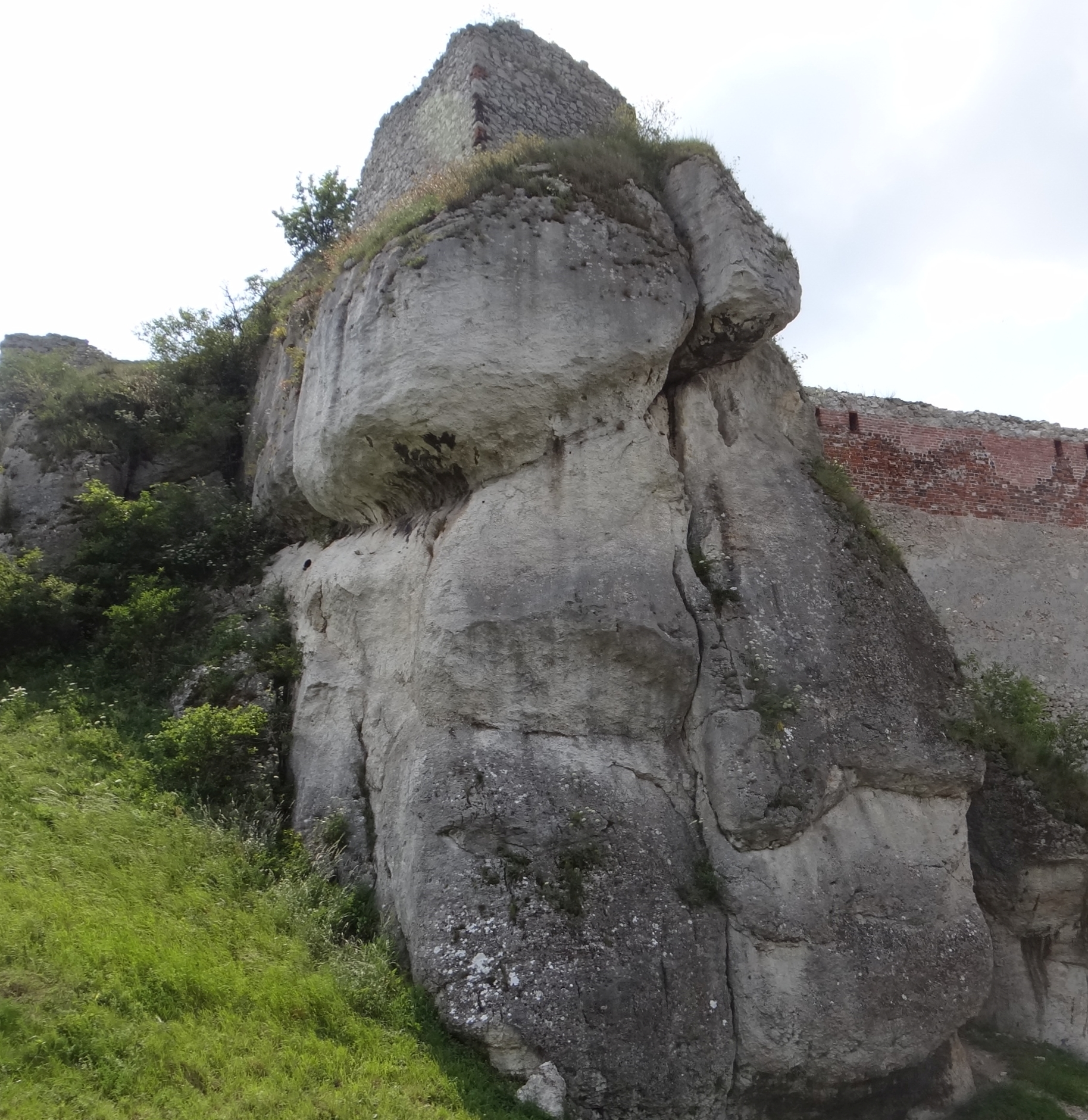
Grzyb
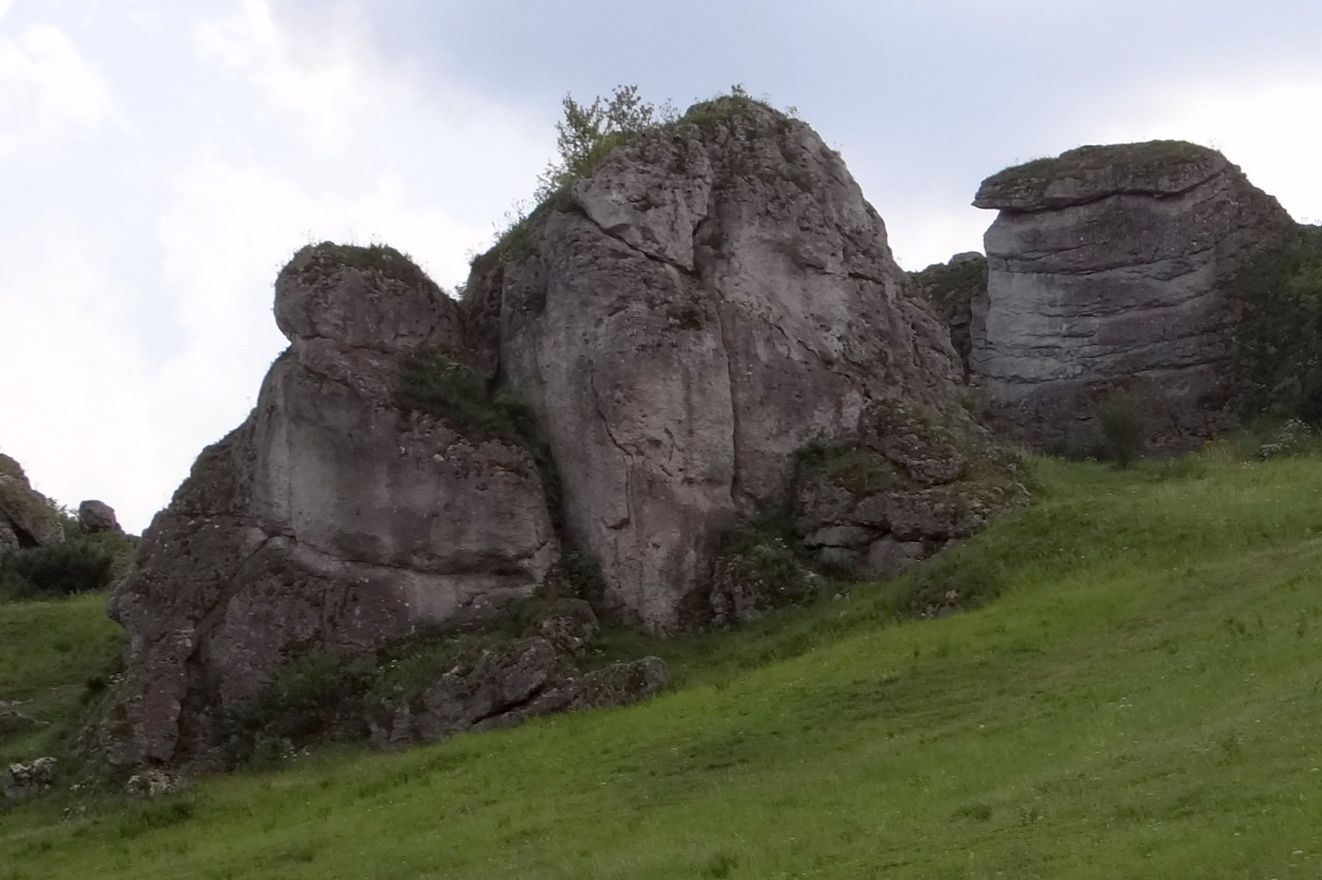
Filar Adeptów, Żółty Filar i Przekładaniec
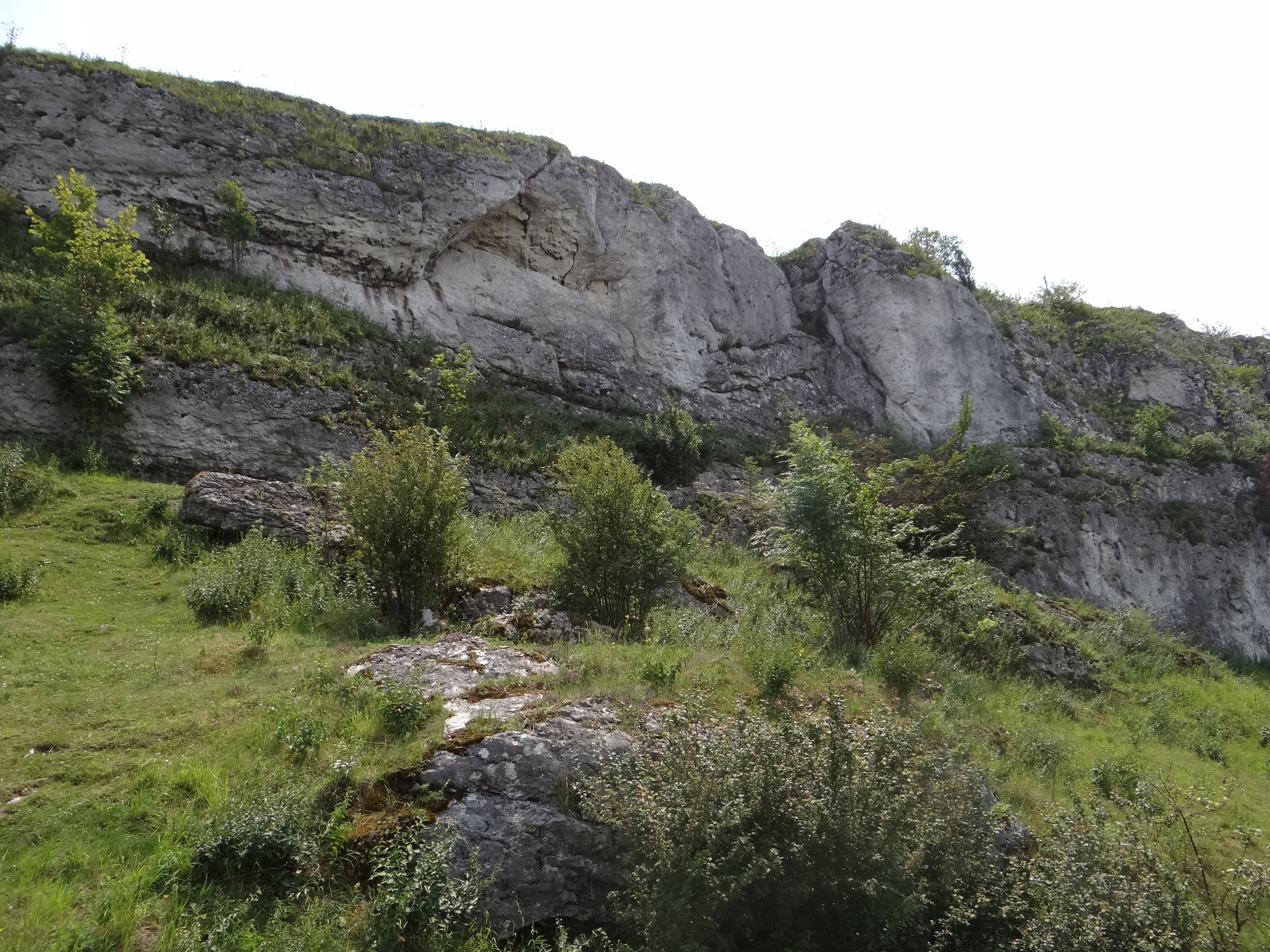
Słoneczne Dolne

W Skałach przy Zamku jest wiele jaskiń. Są to: Jaskinia w Słonecznych Skałkach, Jaskinia Zamkowa Dolna, Jaskinia Zamkowa Górna, Schronisko pod Basztą w Górze Zamkowej, Schronisko pod Zamkiem, Schronisko Poznaniaków, Schronisko w Czarnym Kominie, Schronisko w Ganku Ewy, Schronisko z Oknem w Górze Zamkowej, Schronisko Zamkowe Średnie.